# Eulalie de Mandéville
Eulalie de Mandéville, född 1774, död 1848, var en amerikansk affärsidkare. Hon har kallats den mest framgångsrika icke vita (Gens de couleur libres) affärskvinnan i slavtidens Sydstaterna. 
Hon var dotter till greve Pierre Enguerrand Philippe, Écuyer de Mandéville, Sieur de Marigny, och hans slavkonkubin, och halvsyster till Bernard de Marigny. Hon frigavs av sin far, som år 1796 arrangerade ett plaçage mellan henne och Eugène de Macarty. Paret fick fem barn. Förhållandet varade fram till 1845, då paret gifte sig kort före hennes makes död, något som inte var olagligt men vid denna tid kontroversiellt i Sydstaterna. Hon ärvde hela sin makes förmögenhet på $12,000: testamentet ifrågasattes av makens vita släktingar som lutade sig mot en lag som förbjöd en vit man att testamentera mer än 10 procent av sin förmögenhet till en färgad älskarinna, bland dem Delphine LaLaurie, men rätten erkände testamentets giltighet och påpekade att Eulalie de Mandéville vid denna tid redan hade tjänat en förmögenhet sedan ett halvt århundrade av affärsverksamhet.  
Eulalie de Mandéville ägnade sig åt affärsverksamhet långt innan det arv hon fick efter maken. Hon etablerade en importverksamhet av basvaror till sitt magasin i New Orleans och distribuerade dem därefter genom ett nätverk av slavar till nybyggartrakter så långt bort som Attakapas (i Orleansterritoriet), och investerade vinsten i aktier och fastigheter. Hennes förmögenhet uppgick år 1845 till $155,000.